# Lepidostoma attenuatum
Lepidostoma attenuatum is een fossiele soort schietmot uit de familie Lepidostomatidae.